# Jagdpavillon (Eutin)

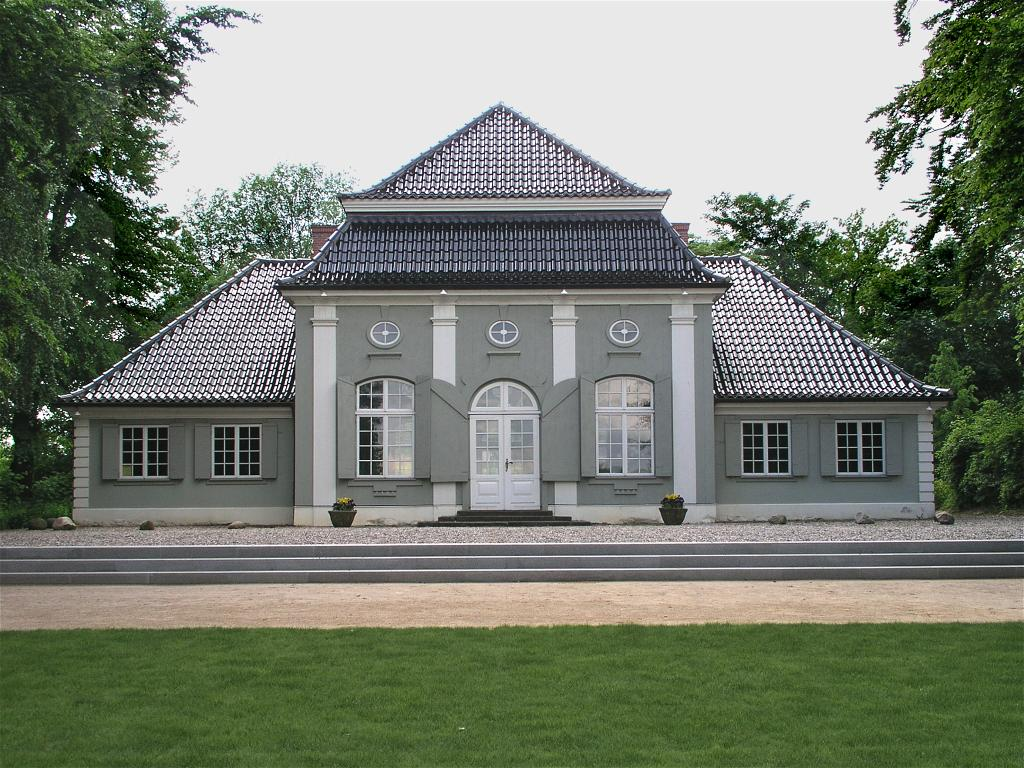
Die auf den Ukleisee ausgerichtete Fassade des Pavillons

Das Jagdschlösschen am Ukleisee im Eutiner Ortsteil Sielbeck wird manchmal auch als Jagdschloss Sielbeck bezeichnet. Der barocke Bau von 1776 steht auf dem höchsten Punkt zwischen Keller- und Ukleisee in der Holsteinischen Schweiz. 

## Der Jagdpavillon

### Geschichtlicher Überblick

#### Geschichte

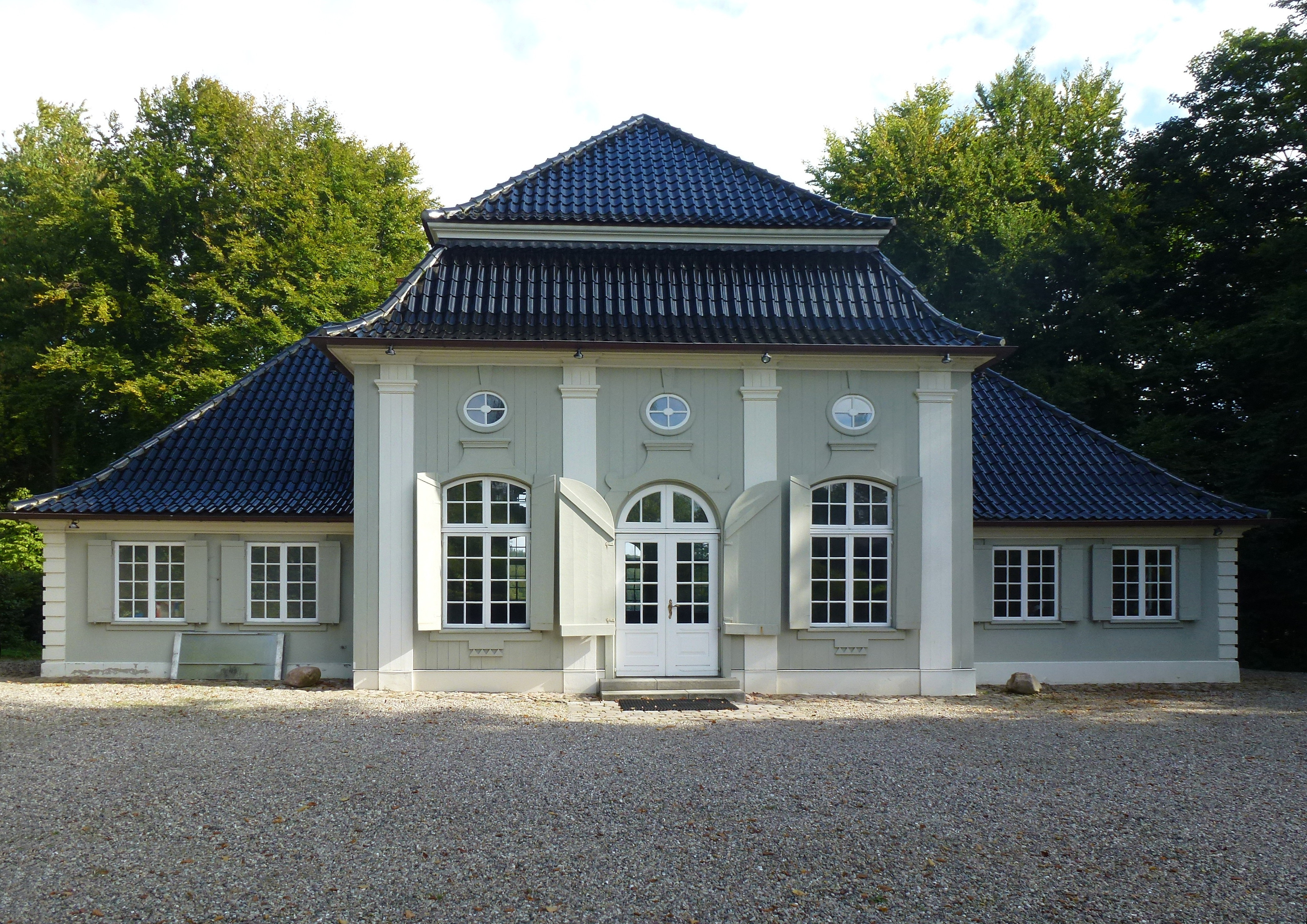
Die rückwärtige Fassade

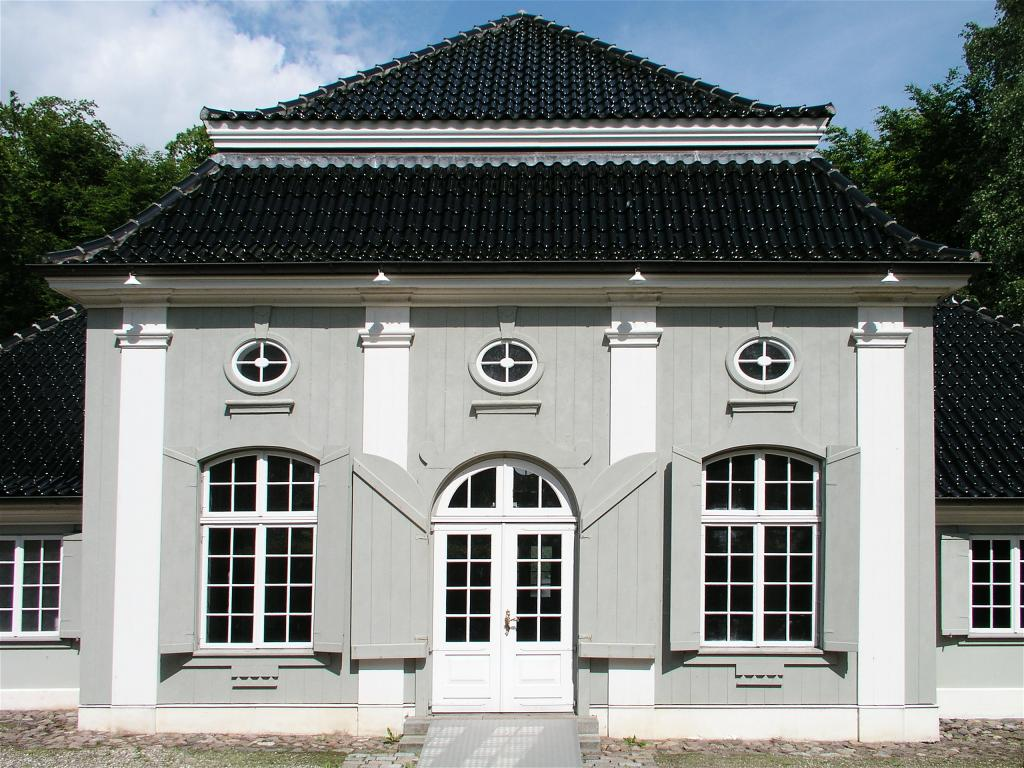
Mittelrisalit der rückwärtige Fassade

Das kleine Jagdschlösschen wurde durch Friedrich August I., Fürstbischof von Lübeck und Herzog von Oldenburg, für seine Gemahlin Ulrica Friederike in Auftrag gegeben. Die Entwürfe stammten vom Eutiner Hofbaumeister Georg Greggenhofer, der auch die Bauausführung leitete.
Der Pavillon wurde 1776 auf einer Anhöhe zwischen dem Keller- und dem Ukleisee inmitten des weitgehend naturbelassenen Waldes errichtet. Die Anlage ist in einer künstlerischen Übergangszeit entstanden: Das Schlösschen selbst ist noch in Formen des Spätbarock errichtet, doch die Innenräume sind bereits im Stil des frühen Klassizismus ausgeschmückt. Mit der Lage orientierten sich Auftraggeber und Baumeister an der Theorie der Gartenkunst nach Christian Cay Lorenz Hirschfeld. Der Standort des Pavillons in der freien Natur stellte eine Abkehr von der im Barock üblichen, tiefgreifenden Gestaltung der Landschaft dar. Das Jagdschloss diente vom Ende des 18. bis weit ins 19. Jahrhundert als Lusthaus für höfische Feste nach beendeten Jagdgesellschaften und wurde für seine idyllische Lage gerühmt. Wilhelm von Humboldt, der hier einmal zu Gast war, beschrieb die Aussichten auf die beiden Seen in seinen Tagebuchaufzeichnungen von 1796 als „göttlich“.

#### 20. Jahrhundert und Gegenwart
Im Laufe des 20. Jahrhunderts wurde die Sichtschneise auf den westlich gelegenen Kellersee zunehmend bebaut, so dass der Pavillon heute nur noch aus Richtung des Ukleisees zu sehen ist. 1937 ging das Schloss an das Land Schleswig-Holstein über, das es 1958 an die Stadt Eutin vermietete, wodurch es einer öffentlichen Nutzung zugeführt wurde. Seit 1965 steht das Haus unter Denkmalschutz. Einer Sanierung in den 1980er Jahren folgte eine weitere, vollständige Sanierung ab 1994, die infolge schwerer Bauschäden und Schimmelbefalls notwendig wurde. Die Kosten betrugen rund 2,7 Millionen DM. Für die Finanzierung der Arbeiten wurde eine Stiftung gegründet, die sich bis heute dem Unterhalt des Gebäudes verschrieben hat. Im März 2007 brannte das Dach des Pavillons vollständig aus, wobei ein Schaden von etwa 100.000 Euro entstand. Die notwendigen Reparaturen konnten zwischenzeitlich beendigt werden und das Haus wird wieder in vollem Umfang genutzt. 
Der Sielbeker Pavillon ist in das kulturelle Leben der Stadt Eutin eingebunden. Es finden dort verschiedene Konzerte und Ausstellungen statt, außerdem wird der Bau auch für standesamtliche, kirchliche und freie Trauungen sowie private Feiern und Firmenevents von der Sparkassenstiftung Jagdschlösschen am Ukleisee vermietet. 

### Architektonische Gestaltung

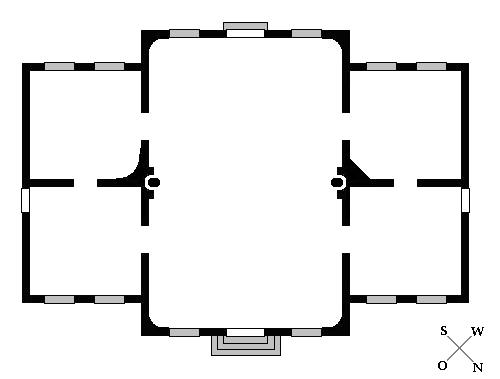
Schematischer Grundriss des Pavillons nach der Erweiterung des 19. Jahrhunderts

Das kleine Schloss von Georg Greggenhofer ist ein typisches Beispiel einer spätbarocken Maison de plaisance, eines kleinen Lusthauses. Es diente der reinen Unterhaltung und war nicht für längere Aufenthalte ausgestattet. Der Pavillon ist eines der wenigen erhaltenen Lustschlösser überhaupt in Schleswig-Holstein, ein Pendant findet sich allenfalls noch mit dem Plöner Prinzenhaus, das jedoch nicht als Jagdsitz, sondern als kleines Gartenhaus mit intimen Rückzugsmöglichkeiten diente. 
Das Sielbecker Jagdschloss ist lediglich eingeschossig und besteht aus einem dreiachsigen Mittelbau mit Mansarddach und zwei niedrigeren, zweiachsigen verputzten Seitenflügeln mit Walmdächern. Der Bau ist in holzverschaltem Fachwerk ausgeführt. Die ursprünglich auf beide Seen ausgerichteten Fassaden gleichen sich in ihrer Gestaltung weitgehend. Der Mittelrisalit weist zwischen vier hohen Pilastern eine rundbogige Tür sowie links und rechts davon je ein stichbogiges Fenster auf. Durch die oberen elliptischen Fensteröffnungen, die sogenannten Ochsenaugen, wird eine Form der Kolossalordnung erreicht. Die kleinen Fester beleuchten den Gewölbestuck des Festsaals mit dem einfallenden Licht effektvoll.
Der Grundriss des Hauses offenbart einen zentralen Festsaal, der auf beiden Seiten von je zwei Kabinetten flankiert wird. In Greggenhofers Ursprungsentwurf gab es nur je einen seitlichen Salon, die Flügelbauten wurden jedoch im Laufe des 19. Jahrhunderts verbreitert und die Anzahl der Nebenräume somit verdoppelt. Der Festsaal selbst ist durch Pilaster gegliedert. Die Stuckarbeiten stammen vom Hofbildhauer Johann Georg Moser. Sie zeigen Zöpfe, Girlanden und Rosetten im frühklassizistischem Stil. Zwischen den Türen zu den Kabinettflügeln stehen sich zwei hohe Öfen gegenüber. Im Rahmen einer öffentlichen Nutzung wurde der Einbau eines Garderobenraums und einer Küche ebenso notwendig wie die Einrichtung von Toilettenräumen. In Abstimmung mit dem Amt für Denkmalschutz wurden die Kabinette für diese Zwecke um- und ausgebaut.